# Le frise ignoranti
Le frise ignoranti è un film del 2015 diretto da Antonello De Leo.
Il film è ambientato in Puglia e racconta personaggi e situazioni legate a questa regione italiana.

## Trama
Un gruppo di ragazzi va in giro per la Puglia a fare i concerti con un furgone chiamato "Pappa Pig".

## Produzione
Il film è stato girato in Valle d'Itria, tra Cisternino, Martina Franca e Montalbano di Fasano.